# Eastern (Zambia)
Eastern (Østprovinsen) er en af Zambias ti provinser. Provinsen ligger i området mellem floden Luangwa og nabolandene Malawi mod øst og Mozambique mod syd, fra Isoka i nordøst til nord for byen Luangwa i syd. Provinshovedstaden er Chipata. Den østlige provins har et areal på 51.476 km², og deler lokalt grænse med tre andre provinser i landet og er opdelt i femten distrikter. South Luangwa nationalpark ligger i provinsen

## Beskrivelse
Regionerne i den østlige provins danner skarpe kontraster. Området mellem Nyimba og Petauke er ekstremt frugtbare og kræver kun lidt kunstgødning. Mod nord bliver jorden fattigere fra Katete til Chipata, men tillader stadig tæt bebyggelse gennem ret produktiv bomuldsdyrkning. Længere mod nord er der næsten kun bushland og Luangwa-dalens klippeskråninger. Lundazi er allerede et næsten isoleret sted, omgivet af omfattende skove og vildtreservater, der strækker sig fra grænsen til Malawi ned til Luangwa.
Provinsen har meget få naturressourcer. Ædelsten er de eneste mineraler, der findes i syd. Provinsen spiller en vigtigere rolle i Afrikas uformelle handel. Grænsen til Mozambique er helt åben ved Katete og Chadiza, hvilket giver toldfri adgang til det sydafrikanske marked. Dette er en vigtig økonomisk faktor, især i Lundazi, som strækker sig nordpå til Chiengi ved Mwerusøen.
Centralregeringen trækker enorme summer ud af provinserne. Alene distrikterne Katete og Chadiza brugte 600.000,00 USD på bomuld i 2005. Mambwe-distriktet har også store indtægter fra safarivirksomheden i South Luangwa nationalpark, men disse tilfalder en national myndighed. Mulighederne i denne provins forbliver derfor stort set uudnyttede, infrastrukturen forsømmes, med fattigdom til følge.
Byen Chama blev i 2011 flyttet fra den østlige provins, og indlemmet i den nystiftede Muchinga-provins. Ved årsskiftet 2021 til 2022 blev Chama erklæret for en provins ved et regeringsdekret dateret 31. december 2021, der blev omfordelt til Østprovinsen.